# シルウェステル2世 (ローマ教皇)

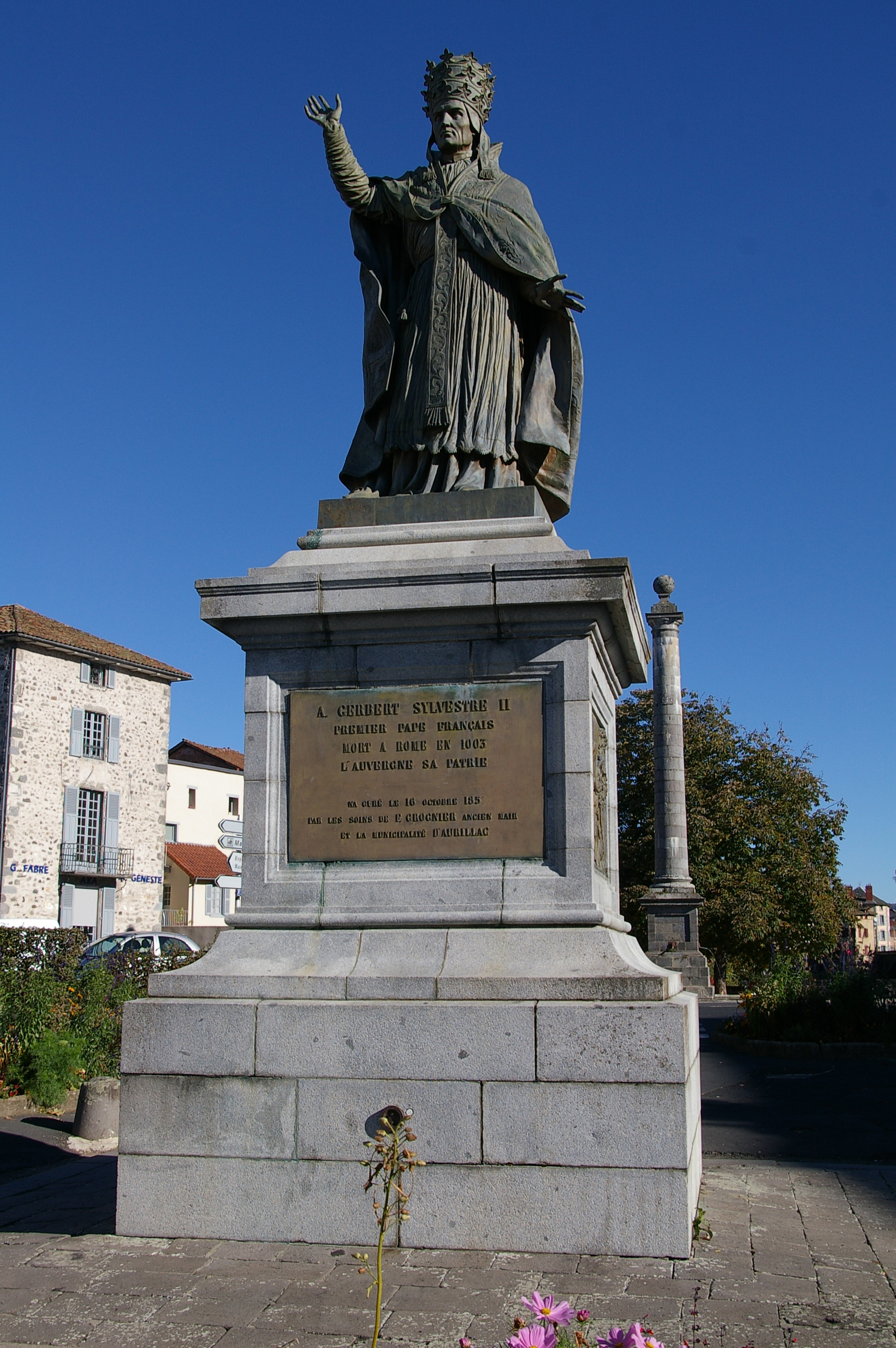
オーリヤックにあるブロンズ像

シルウェステル2世（Silvester II, 950年? - 1003年5月12日）は、フランス人初のローマ教皇（在位：999年 - 1003年）。本名オーリヤックのジェルベール（仏：Gerbert d'Aurillac）、ラテン語名ゲルベルトゥス（Gerbertus）。千年紀をまたいだ教皇であり、数学者・天文学者として10世紀の西欧世界において傑出した人物である。

## 生涯

### 生い立ちからランス大司教就任まで
ジェルベールは945年から950年の頃にオーヴェルニュ地方で庶民の子として生まれる。幼少期にベネディクト会系であるオーリヤックの聖ジェロー修道院に入る。967年に同修道院を訪れたバルセロナ伯ボレル2世とともにスペインへ赴き、ビックやリポイで自由七科のうち四科（クワードリウィウム quadrivium）を学んだ。
969年、ジェルベールはボレル伯らのローマ行きに同行し、そこで神聖ローマ皇帝オットー1世と教皇ヨハネス13世に面会する。カロリング朝ルネサンスの再現を望むオットー1世から息子（のちのオットー2世）の教育係を嘱望されるが、当時学問が盛んであったフランスのランスへと向かう。
972年末か973年初頭にランスに到着したジェルベールは教会学校で論理学や修辞学を学んだのち、教師として活躍する。生徒には、のちのフランス王ロベール2世やシャルトルのフルベールなどがいる。981年には皇帝オットー2世の主催で開かれたラヴェンナでの討論会に出席した。論敵を下したジェルベールは皇帝に認められ、983年に知の集積地の一つであったボッビオの修道院長に任命される。しかし職務に忙殺され、学問に専念できないことに失望した。また、前修道院長ならびその一派との間に確執が生まれ、パヴィア司教ピエトロ（のちの教皇ヨハネス14世）が仲裁を申し出たが、それを拒絶している。オットー2世が983年12月7日に没したのちは、ランスに戻って教育活動を再開させた。
オットー2世の後継争いは、3歳で王位を継承したオットー3世とその母で後見人のテオファヌと、バイエルン公ハインリヒの間でおこなわれ、ハインリヒ側に西フランク王ロテールが付いた。ランス大司教アダルベロンはオットー3世の側に立ち、ユーグ・カペーやテオファヌらと連絡を取りつつ、オットー3世とロテールとの和解を取り持った。ジェルベールはアダルベロンの活動を補佐したとされる。その後、ロテールの死去（986年3月6日）と ロテールの子ルイ5世の事故死（987年5月21日）によりカロリング家が断絶すると、アダルベロンの執り成しでユーグ・カペーがフランス王に推挙された。
989年にアダルベロンが死去すると、アダルベロンはジェルベールを後継者に指名していたが、カロリング家残存勢力懐柔のためユーグ・カペーはロテールの庶子アルヌルフを大司教に任命し、ジェルベールは教師を続けることとなる。しかしアルヌルフはユーグ・カペーを裏切り、叔父のロレーヌ公シャルルと結託してランとランスを占領した。991年にユーグ・カペーに敗れたアルヌルフとロレーヌ公シャルルはオルレアンに幽閉され、サン・バール教会会議でアルヌルフを罷免、後任としてジェルベールがランス大司教に選ばれる。

### 教皇就任へ
フランス地方教会主義の独走に、教皇ヨハネス15世はジェルベールを破門することで対抗した。この破門についてはフランス王太子ロベールが開催したシェル教会会議で無効とされた（994年）。ヨハネス15世によるムーゾン教会会議（995年）にジェルベールは単独出席して正当性を主張するも、決着は付かなかった。
教皇に直接主張しようと考えたものの、ヨハネス15世がローマ有力貴族クレッシェンティウス2世によって追放されてしまい、ジェルベールは皇帝オットー3世の居城マクデブルクに赴き、皇帝のローマ進軍に随行した。この時からジェルベールはオットー3世の家庭教師を務めることとなる。
ローマ入城前にヨハネス15世は熱病で死亡した。皇帝は祖父オットー1世の曾孫ブルーノをグレゴリウス5世として教皇に就任させ（996年5月3日）、ローマ入城後グレゴリウス5世から帝冠を授けられた（同年5月21日）。戴冠式から数日後に開催された教会会議において、アルヌルフのランス大司教座への復帰が議決され、またジェルベールは大司教座の簒奪者として非難された。
ユーグ・カペー死去（996年10月23日）ののちフランス王となったロベール2世は、ブロワ伯ティボー2世の未亡人ベルトと結婚したが、ロベールとベルトは又従姉弟だったため、グレゴリウス5世は結婚を認めず破門した。対してロベール2世は997年にアルヌルフをランス大司教に復位させ、アルヌルフから結婚の認可を得ることとした。その翌998年にジェルベールはオットー3世からラヴェンナ大司教の座を与えられ、また皇帝の文書局長として皇帝の助言者となる。ラヴェンナ大司教としてシモニアの禁止など教会改革を進め、またロベール2世を非難する勅書に教皇名の次に署名した。
翌999年にグレゴリウス5世が死去すると、オットー3世から後任にジェルベールが推挙され、999年4月2日にシルウェステル2世として教皇に就任する。シルウェステルの名は、初のキリスト者皇帝コンスタンティヌス1世に洗礼を施したシルウェステル1世になぞらえてのものである。
教皇シルウェステルは、オットー3世の助言者として神聖ローマ帝国の政策に関わりつつ、教会の腐敗を取り除くための教会改革を続けた。またハンガリー王イシュトヴァーン1世への王冠の授与など東欧世界への布教にも努めた。ロベール2世の婚姻の無効を宣告する一方、アルヌルフのランス大司教への復帰を認可している。教皇就任前はガリア主義者であったが、就任後は一転して教皇首位説支持派へと立場を変えた。
1001年1月にローマ貴族らによる暴動が発生した。シルウェステルとオットー3世はローマから追放され、ラヴェンナに撤退して復権を目指すも、オットー3世は1002年1月23日に没した。そののちローマ貴族と和解したシルウェステルは、ローマに戻って教会の職務を継続し、1003年5月12日に死去する。シルウェステルの亡骸はラテラノの聖ヨハネス教会に埋葬された。

## 業績

### 傑出した学問的業績

#### 古典作品の写本の収集
シルウェステル2世は生涯にわたって、古代ローマ時代の著作の写本を積極的に各地から収集していた。出身地の修道院に写本を求め、プリニウスやスエトニウスの写本をランスの司教座付属学校の図書館の蔵書に加えもし、時には写本の対価として自作の天球儀や金銭をも提供した。この古典著作への熱愛は教父の著作へよりも深く、教皇の使節から「プラトンやウェルギリウスなどの哲学者を師として仰ぐべきでない」と指摘されるほどであった。その他、ポルフュリオスの『イサゴーゲ』、アリストテレスの『範疇論』『命題論』、スエトニウスやホラティウスやデモステネス名義の著作、そして『共和制論』をはじめいくつかのキケロの著作の写本を手にして授業に用いている。

#### ボエティウスへの傾倒
シルウェステル2世はボエティウスを崇敬し、理性により感情と外界の障害を克服しようとするボエティウスの思想を実践している。ボエティウスの著作や翻訳・注釈本を用いて自由七科のおもに三学を教えており、アリストテレスの著作やキケロ翻訳の『トピカ』もボエティウスの注釈が入ったものであった。シルウェステル2世が算術に重きを置いたのも、算術を四科の第一のものとするボエティウスの考えが反映されている。ただし、シルウェステル2世が収集したボエティウスの著作すべてが真作というわけではなかった。

#### アラビア学問との邂逅
12世紀ルネサンスに先んじて、10世紀にアラビア学問に直接的ないし間接的に触れた西欧人はごく少数であった。シルウェステル2世は自由七科のうちの四科、こと算術や天文に長け、それらはアラビア世界に伝わっていた古代ギリシア・ローマの知識や、アラビア世界で発展された知識に基づいていた。
シルウェステル2世は西欧世界で忘れられていた算盤の一種「アバクス」を西欧世界に再導入した。アバクスは復活祭の日付計算（コンプトゥス）や財務計算に用いられ、この時期から12世紀ルネサンスにかけてロレーヌ地方やシャルトルで多用された。シルウェステル2世にとってアバクスはオットー3世への書簡に比喩として用いるほど身近なもので、弟子リケールはシルウェステル2世が作製したアバクスの形状を詳述している。ただしこの時代にはまだゼロの概念は見出されていない。
天文では、立体的な天文図（天球儀）、天体運行を測るアストロラーベ、日時計などの道具を用いて実学的に教授している。弟子リケールの『四巻史』ではその形状が事細かに記述されており、現物を前にしていたと考えられる。
シルウェステル2世が学び教えたアラビア経由・アラビア出自の学問は、イベリア半島からもたらされた。アブド・アッラフマーン3世とハカム2世の治世のイベリア半島は後ウマイヤ朝の隆盛によってレコンキスタが停滞し、キリスト教圏とアラビア教圏（アル＝アンダルス）は相対的平和関係を築いていた。アラビア語文献は、後ウマイヤ朝で暮らす「啓典の民」であるキリスト教徒やユダヤ人によりラテン語に翻訳され、キリスト教圏に輸出され、シルウェステル2世が学んだバルセロナ近郊の修道院にも多く所蔵されていた。シルウェステル2世はこれらの翻訳物から学び、アラビア数字を西欧世界で用いた初期の人物ともされている。ただし、シルウェステル2世自身がアラビア教圏に直接赴いたというのは否定されている。

#### 教える者として
教育者としてもシルウェステル2世は傑出していた。教育方法は理論のみならず実践を重視し、算術ないし幾何学ではアバクスを、天文では天球儀を用いた。音楽では一弦琴を利用して音階と和音の数学的観察を行った。修辞学では議論を戦わせ、また図式を用いて解説していた。
こうしてカロリング・ルネサンスと12世紀ルネサンスの架け橋としての役割を担った。シルウェステル2世の名声を慕い、司教区の枠を越えてヨーロッパ各地からランスの学校に集った留学生たちに教えることにより、知識を後世に伝えることとなった。その名声は、弟子のリケールによれば、遠くティレニア海やアドリア海まで広まったとされる。また少なくともシルウェステル2世の弟子の13人が司教・大司教となり、そして5人以上が主要な修道院の修道院長となっている。

### 宗教的な業績
教皇としてシルウェステル2世はシモニアの禁止や、聖職者の独身制、近親者の登用の禁止などを推し進めた。またスラヴ・バルト方面への布教を推進し、ハンガリーの首長イシュトヴァーン1世をカトリックに改宗させてハンガリー王冠を授け（1000年）、ハンガリー国内のエステルゴムとカロチャに大司教座を設置し、ポーランドを管区とするグニエズノ大司教座を設置し、東欧のカトリック教会を組織させ、遠くはキエフの聖職者と連絡を取った。ロベール2世の従姉妹との近親婚に反対し、婚姻の無効を宣告している。教書 "De corpore et sanguine Domini" を発布している。

## 伝説

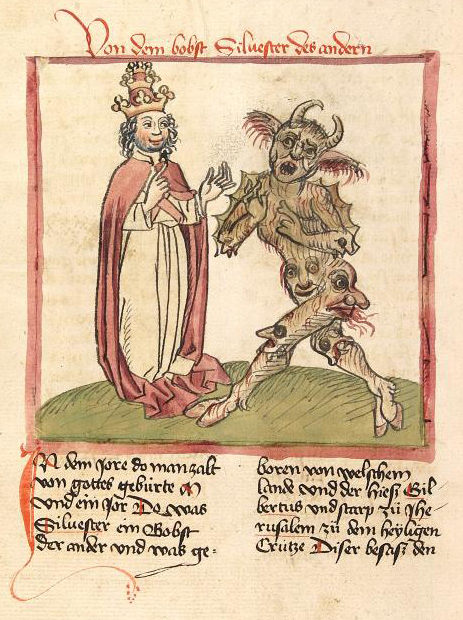
シルウェステル2世と悪魔

シルウェステル2世は後世から「紀元千年の魔術師教皇」と呼ばれることとなる。同時代人からも傑出した人物と見なされていたようで、彼の死後15年（1018年）にして「異教徒の地（後ウマイヤ朝）の首都コルドバまで赴いて天文学を学んだ」という逸話が生まれている。しかし当時、キリスト教圏から後ウマイヤ朝に赴く人間のほとんどは信任状を与えられた国の使節であったことから、否定的にみられている。また、シルウェステル2世がアラビア語の音訳を一切用いておらず、ラテン語に翻訳された写本を求めていることから、アラビア語を習得していなかったと考えられ、そのことからもコルドバまで赴いて天文学を学んだことは否定される。
11世紀、対立教皇クレメンス3世側の枢機卿が教皇グレゴリウス7世の正当性を非難する中で、グレゴリウス7世の教師の教師であったシルウェステル2世について「悪魔に自分の死期を尋ね、悪魔はエルサレムでミサを執り行うよりも前だと答えた。シルウェステル（2世）は当分先だと安泰したが、ローマのエルサレム聖十字教会を訪れたときに其処で死んだ」と彼を呪術に長けた者だとした。
12世紀、マームズベリーのウィリアムによって伝説はより具体的になった。それは「アラブ人の教師はジェルベールに魔法を教えたが、人が知りうるすべての事柄を記した書物を手渡すことだけは拒んでいた。ジェルベールは師の娘を誑かし、師を酒で酔わせ、その書物を奪った。アラブ人はすぐに追ったが、ジェルベールは悪魔と契約して海を飛び越えて追っ手を撒いた」とか「ローマ近郊の銅像の暗号を解き、地底に隠されていた黄金の宮殿と財宝の山を発見した」とか「質問にすべて“はい”か“いいえ”で答える青銅製の頭を作り、自分が教皇になれるか尋ねるとその青銅製の頭が“はい”と答えた」とかいった内容であった。
シルウェステル2世を悪魔の徒とする伝説については、16世紀末にローマを訪れたモンテーニュも憤慨している。
この他に「出生時に鶏が三度鳴きローマにまで鳴き声が届いた」「古代ローマの貴族カエシウスの子孫」といった伝説的逸話が残っている。なお、シルウェステル2世が望遠鏡・機械時計・水圧式オルガンなどを所持ないし製作したという話に関しては、伝説ではなく事実であるとする意見もある。

## 著作
シルウェステル2世の著作は「パトロロギア・ラティーナ」 (Patrologia Latina) 第139巻の中に印刷されている。
- 数学関連
  - Libellus de numerorum divisione （数の割算についての書）
  - De geometria （幾何学）
  - Epistola ad Adelbodum （アデルボド宛ての書簡）
  - De sphaerae constructione （天球儀の製作について）
  - Libellus de rationali et ratione uti （計算と計算結果の書）
- 教会関連
  - Sermo de informatione episcoporum （司教の表現についての説話）
  - De corpore et sanguine Domini （神の受肉と血統について）
  - Selecta e concil. Basol., Remens., Masom., etc.  （サン・バール教会会議、ランス教会会議、ムーゾン教会会議の選集）
- 書簡
  - Epistolae ante summum pontificatum scriptae  （教皇就任以前に記された書簡集）
    - 皇帝、教皇、司教らに宛てた218通の書簡

  - Epistolae et decreta pontificia （教皇の書簡ならびに決議書）
    - アルヌルフを含む司教、修道院長、そしてハンガリー王ステファヌス1世に宛てた15通の書簡
    - オットー3世に宛てた真偽不明の書簡1通
    - 5つの短い詩
- その他
  - Acta concilii Remensis ad S. Basolum （サン・バールでのランス教会会議記録）
  - Leonis legati epistola ad Hugonem et Robertum reges （ユーグとロベール治世における教皇使節レオの記述）